# Лингс, Мартин
Мартин Лингс (англ. Martin Lings; 24 января 1909 – 12 мая 2005), также известный как Абу Бакр Сирадж ад-Дин (англ. Abū Bakr Sirāj ad-Dīn) — английский писатель, исламский учёный и философ. Ученик швейцарского метафизика Фритьофа Шуона и авторитет в творчестве Уильяма Шекспира, он наиболее известен как автор книги «Мухаммед: его жизнь, основанная на самых ранних источниках», впервые опубликованной в 1983 году и до сих пор находящейся в печати.

## Ранняя жизнь и образование
Лингс родился в Бернедже, Манчестер, в 1909 году в протестантской семье. Он получил представление о путешествиях в молодом возрасте, проводя значительное время в Соединенных Штатах Америки из-за работы своего отца. Он учился в колледже Клифтона и продолжил в колледже Магдалины в Оксфорде, где получил степень бакалавра по английскому языку и литературе. В колледже Магдалины он был студентом, а затем близким другом Клайв Стейплз Льюиса. После окончания Оксфорда Лингс отправился в Университет Витаутаса Великого в Литве, где преподавал англосаксонский и среднеанглийский языки.
Однако для самого Лингса самым важным событием в Оксфорде стало знакомство с трудами Рене Генона, французского метафизика, принявшего ислам, и Фритьофа Шуона, швейцарского духовного авторитета, метафизика и перенниалиста. В 1938 году Лингс отправился в Базель, чтобы познакомиться с Шуоном лично. Это побудило его принять ислам, ветвь алавитского тариката, возглавляемую Шуоном. После этого Лингс оставался учеником и толкователем Шуона до конца своей жизни.

## Карьера
В 1939 году Лингс отправился в Каир, Египет, чтобы навестить друга, который был помощником Рене Генона. Вскоре после прибытия в Каир его друг умер, и Лингс начал изучать арабский язык. Каир стал его домом более чем на десятилетие; он стал преподавателем английского языка в Каирском университете и ежегодно ставил пьесы Шекспира. В 1944 году Лингс женился на Лесли Смолли и жил с ней в деревне недалеко от пирамид. Несмотря на то, что Лингс комфортно устроился в Египте, в 1952 году он был вынужден уехать из-за антибританских беспорядков.

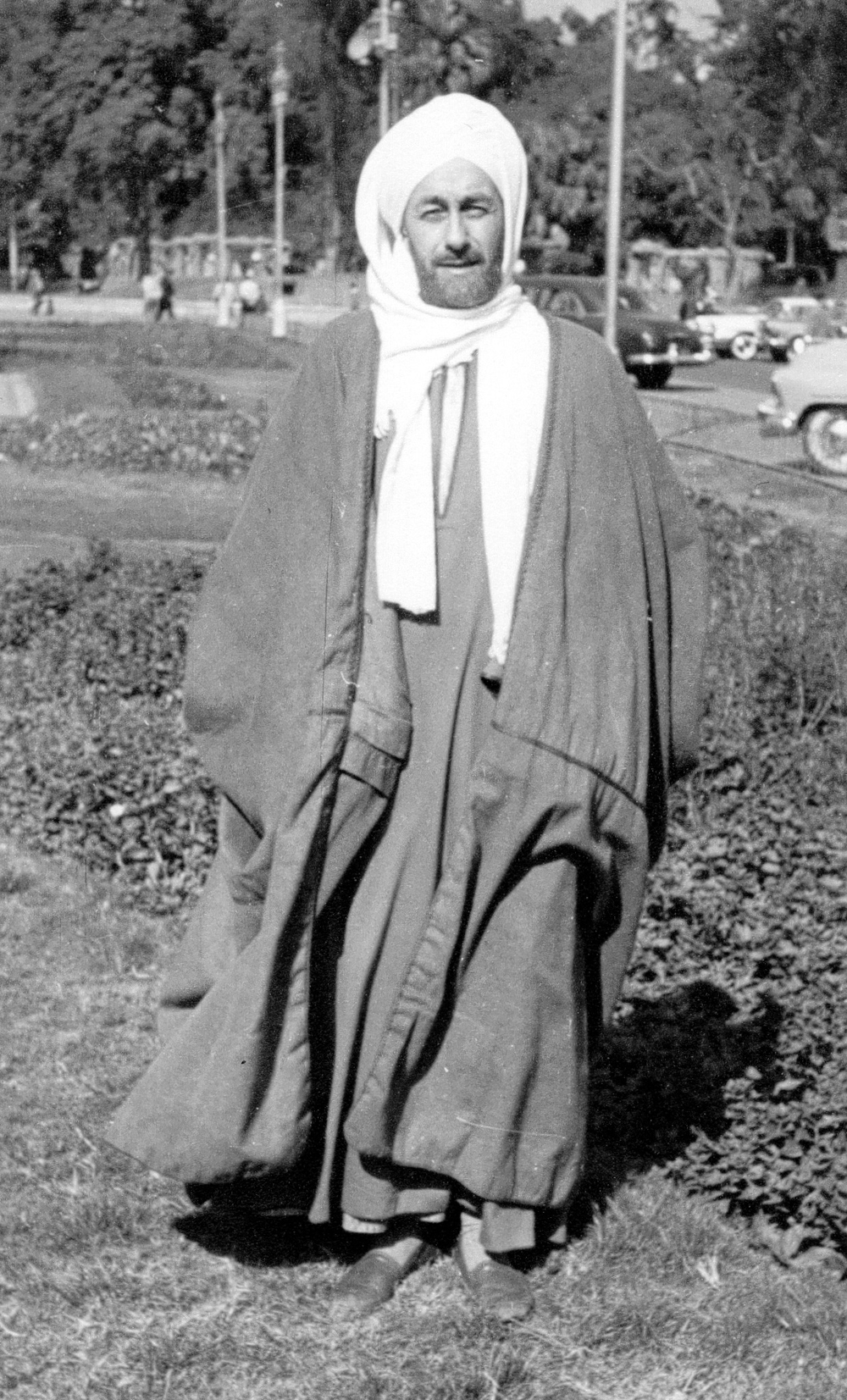
Лингс в 1948 году.

Вернувшись в Соединенное Королевство, он продолжил свое образование, получив степень бакалавра по арабскому языку и степень доктора философии в Школе востоковедения и африканистики Лондонского университета. Его докторской диссертацией стала книга об алжирском суфие Ахмаде аль-Алави. После получения докторской степени в 1959 году Лингс работал в Британском музее, а затем в Британской библиотеке, курируя восточные рукописи и другие текстовые работы, дослужившись до должности хранителя восточных печатных книг и рукописей в 1970–73 годах. Он также был частым автором журнала «Studies in Comparative Religion».
Будучи писателем в течение всего этого периода, Лингс увеличил свою продуктивность в последней четверти своей жизни. Хотя его диссертационная работа об Ахмаде аль-Алави была хорошо оценена, его самой известной работой была биография Мухаммеда, написанная в 1983 году, которая принесла ему признание в мусульманском мире и награды от правительств Пакистана и Египта. Его работа была провозглашена «лучшей биографией пророка на английском языке» на Национальной конференции Сират в Исламабаде. Он также продолжал много путешествовать, хотя и поселился в Кенте. 12 мая 2005 года его не стало.
Лингс и салафитский ученый по имени Абу Билал Мустафа аль-Канади провели публичные дебаты о некоторых рассказах Лингса о биографии исламского пророка Мухаммеда. Обмен мнениями был опубликован в «Saudi Gazette».
Его вклад в изучение Шекспира состоял в том, чтобы указать на более глубокие эзотерические смыслы, обнаруженные в пьесах Шекспира, и духовность самого Шекспира. Более поздние издания книг Лингса о Шекспире включают предисловие Карла III. Незадолго до своей смерти он дал интервью на эту тему, которое было посмертно включено в фильм « Духовность Шекспира: Перспектива. Интервью с доктором Мартином Лингсом».

## Книги
- Основная религия (Мудрость мира , 2007) ISBN  978-1-933316-43-7
- Великолепие каллиграфии и иллюминации Корана (2005), Thesaurus Islamicus Foundation , Thames & Hudson , ISBN 0-500-97648-1
- Возвращение к Духу: Вопросы и ответы (2005), Fons Vitae , ISBN 1-887752-74-9
- Суфийские поэмы: средневековая антология (2005), Islamic Texts Society , ISBN 1-903682-18-5
- Мекка: от начала Бытия до наших дней (2004), Архетип , ISBN 1-901383-07-5
- Одиннадцатый час: духовный кризис современного мира в свете традиции и пророчества (2002), Архетип, ISBN 1-901383-01-6
- Сборник стихотворений, переработанный и расширенный (2002), Архетип, ISBN 1-901383-03-2
- Древние верования и современные суеверия (2001), Архетип, ISBN 1-901383-02-4
- Что такое суфизм (Общество исламских текстов , 1999) ISBN 978-0-946621-41-5[15]
- Секрет Шекспира: его величайшие пьесы в свете священного искусства (1998), Quinta Essentia, распространяется Archetype, (hb), ISBN 1-870196-15-5
- Священное искусство Шекспира: Принять на себя тайну вещей (Внутренние традиции , 1998) 0892817178
- Суфийский святой двадцатого века: Шейх Ахмад аль-Алави, его духовное наследие и завещание (Общество исламских текстов , 1993) ISBN 0-946621-50-0
- Символ и архетип: исследование смысла существования (1991, 2006), серия Fons Vitae Quinta Essentia, ISBN 1-870196-05-8
- Мухаммед: его жизнь, основанная на самых ранних источниках (Общество исламских текстов , 1983) ISBN 978-0-946621-33-0 (Всемирное издание в Великобритании) / ISBN 978-1-59477-153-8 (Американское издание)
- Кораническое искусство каллиграфии и иллюминации (World of Islam Festival Trust, 1976) ISBN 0-905035-01-1
- Вестники и другие стихотворения 1970
- «Элементы и другие стихотворения» (1967), Perennial Books
- Книга определенности: суфийское учение о вере, мудрости и гнозисе, подписанная Абу Бакр Сирадж ад-Дином. Кембридж, Исламское текстовое общество , 1992 (1-е изд. 1952 г.).